# Leonard Bundu
Leonard Bundu (Freetown, 21 novembre 1974) è un ex pugile sierraleonese naturalizzato italiano, sette volte campione europeo dei pesi welter tra il 2011 e il 2016.

## Biografia
Di madre fiorentina e padre di Freetown, Bundu ha vissuto un'infanzia complicata, segnata da alcuni lutti familiare nel contesto della guerra civile sierraleonese. All'età di 14 anni è stato processato per aver investito ed ucciso tre pecore ed un cane pastore, guidando la Panda del padre sprovvisto di patente di guida, e poi condannato alla riparazione dei danni economici con confisca dell'automobile.
A 15 anni, in seguito alla morte del padre Francis per una peritonite, si trasferisce in Italia insieme alla madre ed alla sorella Antonella Moro Bundu, già consigliera comunale di Firenze ed ex compagna di Piero Pelù. 

### Inizi della carriera pugilistica
Soprannominato "Il fiorentino d'Africa", Leonard Bundu viene introdotto nel giro della Nazionale dilettanti da Patrizio Oliva. 
Vince la medaglia d'oro ai Giochi del Mediterraneo 1997 a Bari, nei pesi superleggeri. Poi il bronzo ai Campionati del mondo dilettanti del 1999 a Houston. Partecipa quindi alle Olimpiadi di Sydney 2000 con altissime aspettative, ma viene eliminato al secondo turno. Dal 2003 entra in conflitto con Nazzareno Mela, commissario tecnico della nazionale che gli preferisce il campano Domenico Valentino, ed esce dal giro azzurro. Decide perciò di sfruttare il passaporto sierraleonese per partecipare alle olimpiadi di Atene 2004, ma viene eliminato al primo turno.
Nel 2005, dopo un anno sabbatico, approda al professionismo con l'Accademia Pugilistica Fiorentina di Alessandro Boncinelli. 
Il 14 novembre 2009, a Cagliari, ottiene la chance di disputare il match valido per il vacante titolo italiano dei pesi leggeri, e pareggia con Luciano Abis. Conquista la cintura tricolore l'anno successivo, battendo in trentasette secondi il coetaneo Giammario Grassellini.

### Il titolo europeo
Il primo tentativo di Bundu di conquistare la cintura europea dei pesi welter, si conclude anch'esso con un pareggio, il 25 giugno 2011, contro il romano Daniele Petrucci. Il 4 novembre, a Firenze, nella ripetizione dell'incontro, Leonard Bundu diventa Campione europeo battendo il rivale ai punti, con verdetto unanime. 
Successivamente difende la cintura per sei volte. Prima contro Antonio Moscatiello, Stefano Castellucci e Ismael El Massodi, battuti tutti per ko al 7º round. Poi, il 6 aprile 2013, contro l'ex campione del mondo Rafal Jackiewicz battuto per KO alla 11ª ripresa. 
Nel dicembre 2013, ai Dockland di Londra, difende la cintura europea per la quinta volta consecutiva, battendo per KOT, all'ultima ripresa, l'inglese Lee Purdy. 
Si conferma campione europeo anche il primo agosto 2014, a Wolverhampton, battendo ai punti il pugile di casa Frankie Gavin.

### Il tentativo per il titolo mondiale ad interim
Il 13 dicembre 2014, a 40 anni, con un curriculum ancora immacolato, Leonard Bundu sale sul ring dell'MGM Grand Garden Arena di Las Vegas per la conquista del titolo mondiale WBA dei pesi welter, detenuto dal talentuoso statunitense Keith Thurman, soprannominato "One time" per via della sua facilità al knock out. 
L'americano conferma la pesantezza dei suoi colpi atterrando Bundu già al primo round, il pugile fiorentino reagisce e comincia a lavorare di rimessa divenendo un difficilissimo bersaglio per via del suo continuo movimento ma, tuttavia, porta a segno pochissime combinazioni. I giudici assegnano la vittoria a Thurman con decisione unanime di 120 a 107. Thurman a fine match esprimerà parole di rispetto per Bundu definendolo «un veterano difficile da affrontare».
Il nome di Bundu non si affianca perciò a quello di Primo Carnera, Nino Benvenuti e Gianfranco Rosi, gli unici italiani a conquistare un titolo mondiale negli Stati Uniti, ma entra di diritto nella storia come uno dei pochi italiani a disputare un titolo mondiale su un ring statunitense. Come lui, anni prima, Giovanni Parisi contro Julio César Chávez, e poi due volte Gianluca Branco contro Arturo Gatti e contro Miguel Cotto.

### Ultimi incontri
Abbandonato il sogno mondiale, Bundu si lancia alla riconquista del titolo europeo, che ottiene nel 2016, a Firenze, contro il finlandese Jussi Koivula. Successivamente torna a combattere a New York, stavolta senza titoli in palio, e viene sconfitto in maniera netta dall'emergente Errol Spence che gli infligge la prima sconfitta per Kot della sua carriera. 
Pochi giorni dopo, Bundu annuncia ufficialmente il suo ritiro dalla boxe.

## Riferimenti nella cultura di massa
- ̽Sulla vita di Bundu è stato pubblicato il libro, "In tensione: la storia di Leonard Bundu", scritto dalla fiorentina Michela Lanza,[4] che narra una storia di vita spensierata, per certi versi difficile o addirittura drammatica.

- Il fotografo David Andre Weiss ha seguito Leonard Bundu sia in allenamenti che in incontri ufficiali. Parte dei suoi scatti sono stati esposti a Firenze nella mostra S-portraits (F_AIR - Florence Artist in Residence) e nella Sala d'Armi di Palazzo Vecchio, in occasione del Gala di pugilato delle tre capitali (2 novembre 2011)[5].

- Bundu è stato il cognato di Piero Pelù in quanto sua sorella Antonella è la ex compagna del rocker toscano.